# Ortwig
Ortwig è una frazione del comune tedesco di Letschin, nel Brandeburgo.

## Storia
Ortwig, piccolo centro rurale di origine veneda, fu citata per la prima volta nel 1349.
Il 26 ottobre 2003 il comune di Ortwig fu aggregato al comune di Letschin.